# ABCフレッシュアップ プラス
『ABCフレッシュアップ プラス』（エービーシーフレッシュアップ プラス）は、2009年7月7日から同年10月1日まで朝日放送ラジオ（ABCラジオ）で放送されていたスポーツ番組である。

## 概要
プロ野球ナイター中継『ABCフレッシュアップベースボール』後の余剰時間を埋めるフィラー番組として放送。内容は阪神タイガースとオリックス・バファローズの試合結果速報が中心で、他にもスポーツの話題を取り上げたり、音楽を掛けたりもしていた。パーソナリティは岩井万実（火曜・水曜担当）と清老寛子（木曜担当）が務めていた。
その後の『ミュージック・バイキング』の放送開始に伴い、番組はわずか3か月で終了した。しかし、収録番組である『ミュージック・バイキング』ではナイター中継後の余剰時間に対してフレキシブルな対応が困難なため、2010年 - 2012年のナイターシーズンにも引き続き本番組と同じ体制の後座プログラムがナイター中継後に放送されることがあった（番組表上ではナイター中継内扱い）。また、日曜のデーゲーム中継や土日のナイター中継の後に放送されるのは55分の収録番組（試合展開を考慮して30分の短縮版も別途準備）であることから、こちらではその後も同様の措置が取られている。

## 放送時間
原則として毎週火曜 - 木曜 21:12 - 22:00 （日本標準時）。
ナイターが延長した場合には、中継終了から12分後に本番組がスタートしていたが、必ずスライド無しの22時終了とするために短縮放送を行っていた。したがってナイター中継が21:48以降に終了した場合には番組自体が休止になり、後続の『銀河に吠えろ!宇宙GメンTAKUYA』（ニッポン放送制作、NRN系ネット）が途中飛び乗りとなった。
全国高等学校野球選手権大会の地方予選・全国大会期間中にはさらなる変更があった。